# Stefan Bellof
 (juillet 2018).
Stefan Bellof est un pilote automobile allemand né le 20 novembre 1957 à Gießen (Hesse, Allemagne) et mort le 1er septembre 1985 dans un accident sur le circuit de Spa-Francorchamps (Belgique). Champion du monde des voitures de sport en 1984, il s'est qualifié à vingt reprises en Formule 1 et a inscrit quatre points.

## Biographie

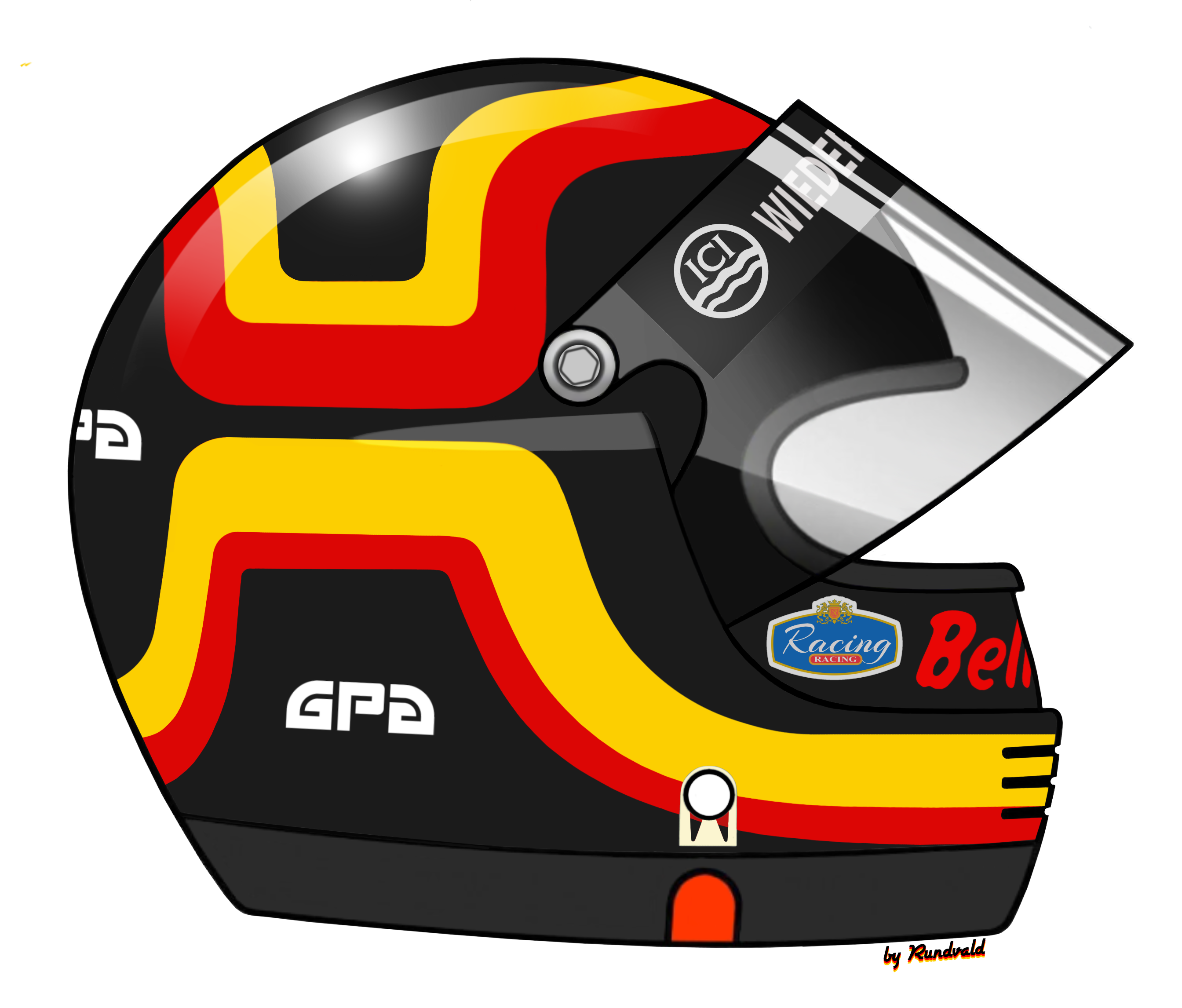
Casque de Stefan Bellof. Le design a été créé en 1982 aux couleurs du drapeau allemand par Angelika Langner, la petite amie du pilote.

Fils de Georg Bellof, un pilote de rallye, et d'Elisabeth Maier, Stefan Bellof se lance en karting à l'âge de 16 ans au milieu des années 1970. Ayant enlevé moult victoires (et un championnat national en 1980 dans la principale catégorie KF1), il passe à la Formule Ford 1600 en 1980 et devient champion d'Allemagne dès sa première saison avec neuf succès en quatorze courses. L'année suivante, il participe à diverses compétitions automobiles, de la Coupe R5 Turbo aux Formules Ford 1600 et Super VW mais se concentre surtout sur la F3 allemande. Au volant d'une Ralt-Toyota du Team Bertram Schäfer Racing, il participe aux sept dernières épreuves du championnat, signe cinq pole positions, quatre records du tour, trois victoires et termine vice-champion derrière Frank Jelinski.
Cette fantastique année 1981 le fait remarquer de Willy Maurer qui l'engage en championnat d'Europe de Formule 2 après des tests probants sur le circuit du Castellet, en remplacement de Mike Thackwell. Cette saison 1982, il affronte Beppe Gabbiani, Stefan Johansson, Mike Thackwell, qui ont déjà tâté de la F1, mais aussi Thierry Boutsen, Johnny Cecotto, Kenny Acheson, Teo Fabi et Philippe Streiff qui deviendront aussi pilotes de F1. Bellof termine quatrième du championnat et signe deux victoires dans ce championnat très disputé. Il est alors approché par l'équipe ATS pour grimper en F1 mais préfère rester en F2 chez Maurer. Cette seconde campagne sera décevante, il ne marque que neuf points malgré une pole et une troisième place à Pau, ainsi qu'une deuxième place à Jarama. Il se console toutefois en Endurance où il court chez Porsche et signe trois victoires (Silverstone, Fuji et Kyalami). Il avait déjà eu une première expérience dans la discipline l'année précédente en 1982, avec Rolf Stommelen, en partant de la cinquième place sur la grille de départ derrière les Porsche officilelles, mais avait été trahi par la mécanique en course. Point d'orgue de la saison 1983, le jeune prodige allemand établit, le 28 mai 1983, lors des qualifications des 1 000 kilomètres du Nürburgring, ce qui restera longtemps le tour le plus rapide de l'histoire de la Nordschleife, avec un temps de 6 min 11 s 130, battu 35 ans plus tard, le 29 juin 2018, par Timo Bernhard à bord de la Porsche 919 Hybrid Evo. Au cours de cette saison 1983, aux côtés de Derek Bell, il prend la mesure de Jacky Ickx à Spa, à tel point que l'équipe doit lui passer six fois le panneau « Stay ». Stefan Bellof obtempère mais tiendra sa revanche l'année suivante, en ayant mené, avec le pilote anglais, quasiment de bout en bout.
En effet, Porsche lui renouvelle sa confiance pour la saison 1984 et l'engage au sein de l'écurie officielle. Le constructeur de Zuffenhausen n'eut pas à le regretter. Avec six victoires, cinq poles, trois meilleurs tours en course, Stefan Bellof devient champion du monde mais aussi champion d'Allemagne où il court dans l'équipe de Walter Brun, également sur Porsche. 

### La Formule 1

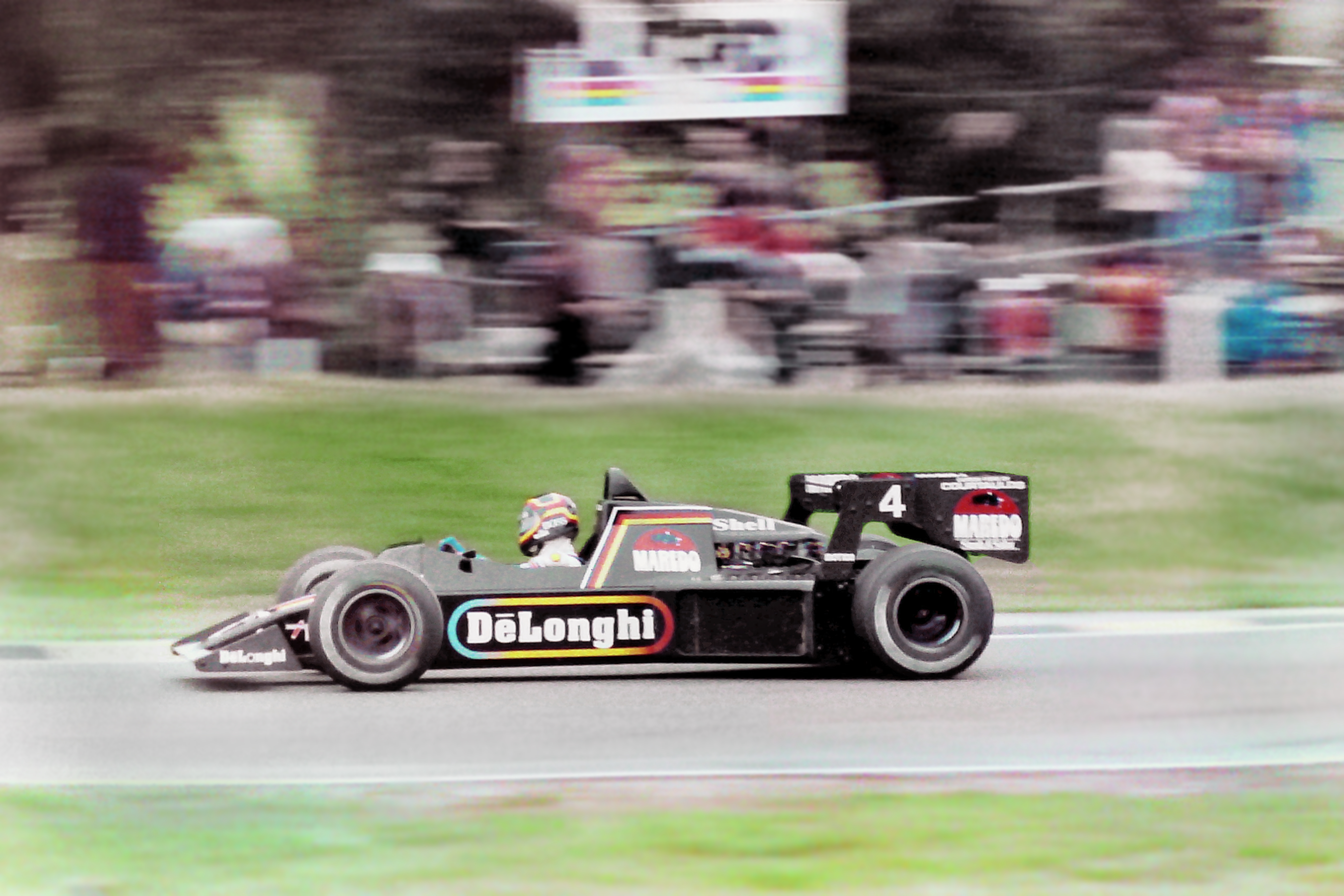
Stefan Bellof lors des qualifications du GP de Grande-Bretagne 1984 à Brands Hatch.

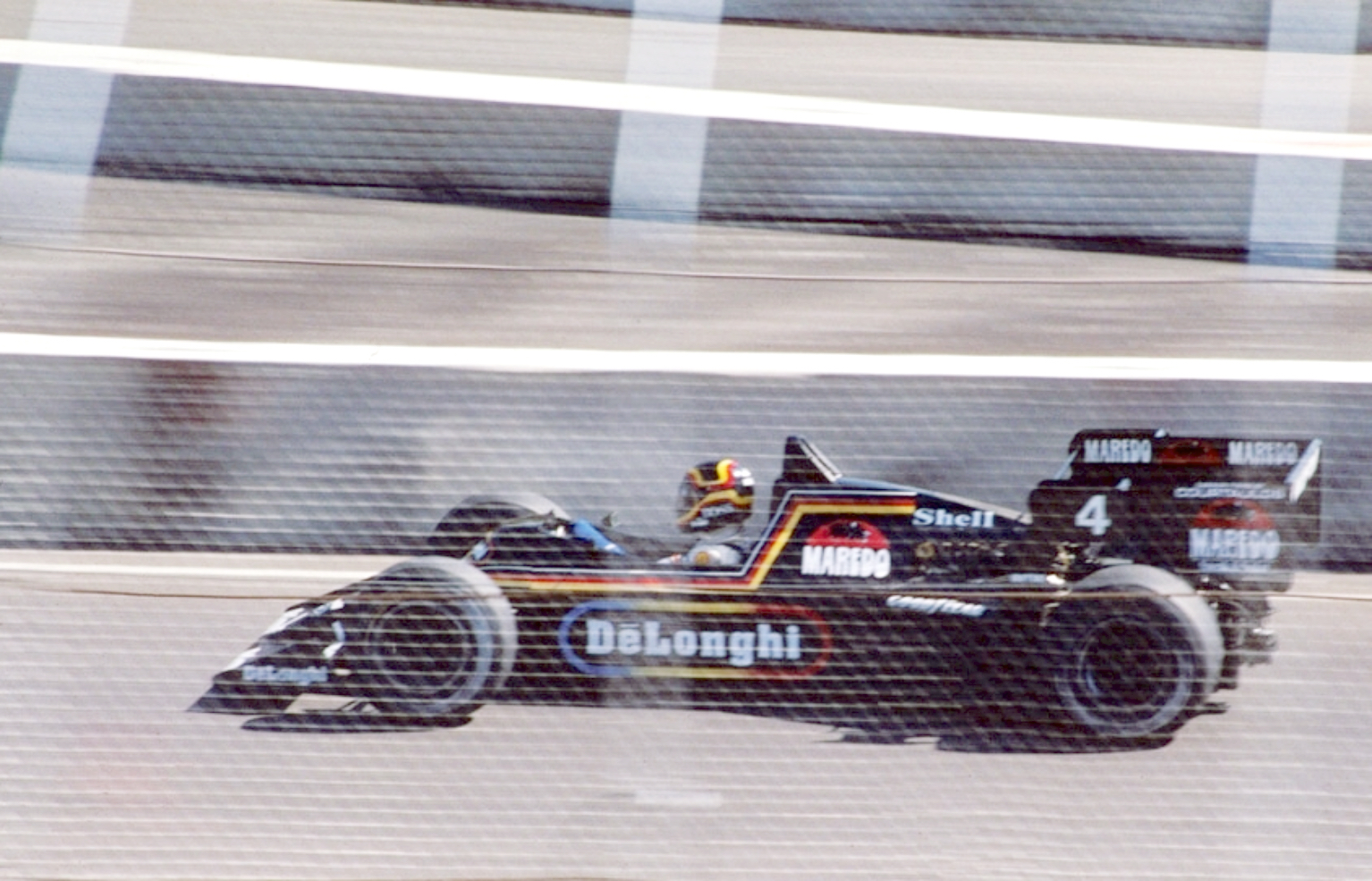
Stefan Bellof sur la Tyrrell 012 au GP de Dallas en 1984.

Stefan Bellof, qui a prouvé qu'il pouvait disputer différents championnats simultanément, accède à la Formule 1 en 1984 grâce à Willy Maurer au sein de l'écurie Tyrrell. L'équipe de Ken Tyrrell est prestigieuse, mais en perte de vitesse depuis plusieurs saisons. En 1984, c'est d'ailleurs la seule équipe du plateau à ne pas bénéficier d'un moteur turbo et à devoir se contenter d'un moteur Cosworth DFY atmosphérique. Cela n'empêche pas Stefan de se mettre régulièrement en valeur pour ses débuts en Formule 1. Son talent éclate véritablement à l'occasion du Grand Prix de Monaco, disputé sous la pluie. Mettant à profit l'agilité de son moteur, il livre une superbe remontée du fond de grille, sixième au vingtième tour, troisième au trentième tour, il tourne plus vite que les leaders Alain Prost et Ayrton Senna (l'autre grande révélation de la journée, auteur du meilleur tour en course) et se trouve sur leurs talons (21 secondes) lorsque l'épreuve est stoppée au drapeau rouge au 32e tour par le directeur de course Jacky Ickx.

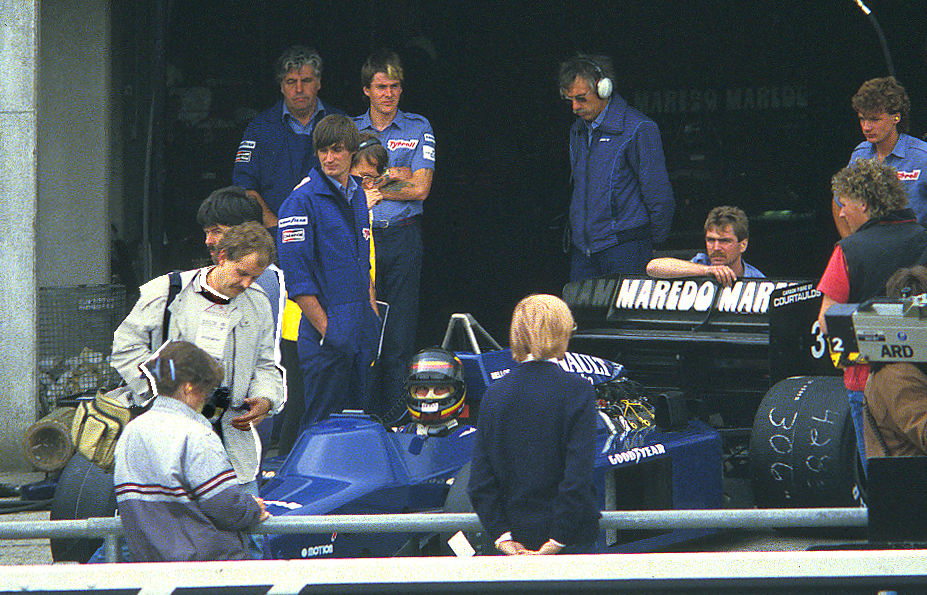
Stefan Bellof sur Tyrrell 014 à moteur Renault au GP d'Allemagne 1985.

La performance de Bellof ne figure pourtant pas sur les tablettes de la Formule 1. Quelques semaines plus tard, à la suite du Grand Prix de Detroit, l'écurie Tyrrell est convaincue de tricherie (la voiture prenait le départ des courses en dessous du poids légal, et parvenait à franchir les contrôles techniques d'après course grâce à un lest de plomb rajouté lors d'un ravitaillement en fin de course) et est exclue du championnat. Tous les résultats de ses pilotes sont rétroactivement annulés.
En 1985, toujours chez Tyrrell, Stefan Bellof continue de se mettre en valeur en fond de grille. Il marque son « premier vrai point » à Estoril (toujours sous la pluie...) et se classe quatrième à Detroit. Il passe alors pour être l'un des plus grands espoirs de la Formule 1 et prend des contacts avec de prestigieuses écuries (on parlera un temps de la Scuderia Ferrari).

### Décès
Stefan Bellof n'aura jamais l'occasion de concrétiser en Formule 1 les espoirs placés en lui. Le 1er septembre 1985, il dispute au volant d'une Porsche 956 de Walter Brun l'épreuve de Sport-Protos des 1 000 km de Spa (équipage Bellof-Boutsen). 
Son ami et équiper Thierry Boutsen avait conquis la troisième place sur la grille, derrière Riccardo Patrese sur Lancia et Hans-Joachim Stuck au volant d'une Porsche d'usine. La course s'annonce somptueuse. La lutte oppose vite l'équipage Ickx/Mass aux deux amis, redoutables sur du matériel inférieur. La 956 de Boutsen/Bellof mène l'épreuve au 72e tour mais, à la suite d'un ravitaillement un peu trop long, la Porsche 962 officielle de Mass-Ickx prend la tête. En effet, les deux Porsche s'arrêtent ensemble pour un nouveau relais. Mais la 956 refuse de s'élancer au profit de Jacky Ickx, puis redémarre enfin mais est bloquée à la sortie des stands. Le jeune pilote allemand repart le couteau entre les dents. Il souhaite absolument gagner avec sa voiture privée devant la machine officielle de Jacky Ickx. 
Au 75e tour, Bellof, revenu dans les échappements du Belge, est beaucoup plus rapide. Il reste moins d'une heure de course et Jacky Ickx obstrue depuis plusieurs tours. Alors l'Allemand voit l'ouverture sur la portion du circuit ardennais qui va du virage de « La Source » à celui du « Raidillon », car la porte se ferme partout ailleurs. Collé à la 962 du Belge, il se décale. Les drapeaux bleus sont passés à Ickx. Bellof tente de le dépasser dans le raidillon de l'Eau Rouge, mais l'accroche. Sa voiture s'encastre alors de face dans l'angle d'une tribune. Le pilote allemand est tué sur le coup,. 
Thierry Boutsen, son ami de la Formule 2 et coéquipier, vit le crash en direct et restera marqué à jamais : « La mort de Stefan est le plus mauvais souvenir de ma carrière, et de loin. Ce jour-là, j'ai perdu un formidable équipier, mais j'ai surtout perdu un ami. Il m'a fallu des années pour m'en remettre. Et encore... »

## Hommages

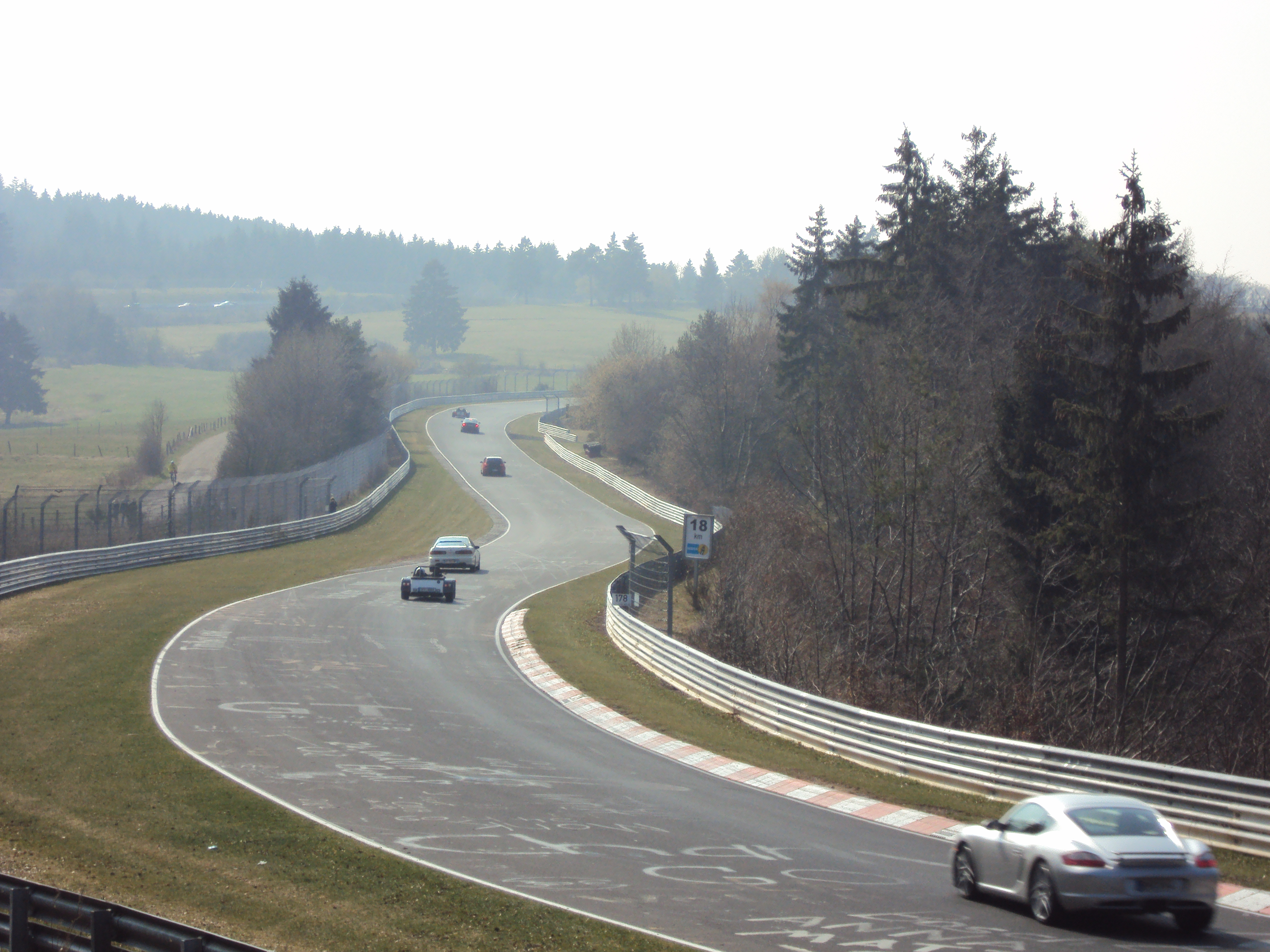
Le « S Stefan Bellof » sur le circuit de la Nordschleife.

D'avril 2006 à septembre 2020, le mémorial Stefan Bellof dans le Sammler & Hobbywelt (Monde des collectionneurs et des loisirs) à Alten-Buseck près de Gießen présentait des souvenirs sur environ 50 m², dont son premier karting à pédales, des combinaisons de pilote, des trophées, des certificats et des modèles réduits de voitures et, en point d'orgue, la Formule Ford 1600 PRS de la saison 1980.
À Buseck d'Oppenrod, la piste de karting en plein air porte son nom. La ville natale du pilote l'a également honoré avec la Stefan-Bellof-Straße dans une zone industrielle.
Le 10 août 2013, une section de la Nordschleife a été nommée « S Stefan-Bellof » en souvenir du record du tour de 6 minutes 11 secondes 13 établi le 28 mai 1983, à l'occasion du 30e anniversaire de cet événement. Ce record a tenu 35 ans jusqu'au 29 juin 2018 quand Timo Bernhard l'a battu à bord de la Porsche 919 Hybrid Evo.
« Stefan m'a beaucoup rappelé Jochen Rindt. Aucun des deux ne se souciait de la réputation ou des conventions, et les deux avaient des réflexes incroyablement bons. »
Dieter Stappert
« Stefan Bellof est le plus grand talent que j'ai jamais vu. »
Jackie Stewart (1984)
« Bellof était un croisement entre Michael Schumacher et Gilles Villeneuve. »
Herbie Blash
« Si la course n’avait pas été arrêtée à Monaco en 1984, je suis sûr qu’il aurait passé Senna puis Prost – et se serait imposé. »
Martin Brundle, son coéquipier chez Tyrrell
« Si Stefan avait fini sa carrière, nous aurions connu le miracle Schumi en Allemagne bien avant qu'il ne se produise enfin. Il avait un tel talent ! Pour lui, cela paraissait facile. J'ai peu de doutes sur le fait qu'il aurait été Champion du monde. »
Manfred Jankte, ancien responsable compétition chez Porsche qui a recruté Stefan Bellof pour la marque de Stuttgart
« […] La carrière de ce jeune Allemand fut météorique mais à part son talent et sa vitesse, ceux qui ont vécu cette période se souviennent de son élégance. Élégance au volant, au football qu’il adorait, dans la démarche, dans le comportement. Il aurait pu être l’un des plus grands de la F1. »
Jean-Louis Moncet, journaliste sportif français spécialisé dans le sport automobile, longtemps commentateur de la Formule 1 sur TF1, chroniqueur pour le magazine Auto Plus, membre de l'équipe des sports de Canal+ et chroniqueur sur RTL

## Carrière
- 1973-1980 : karting

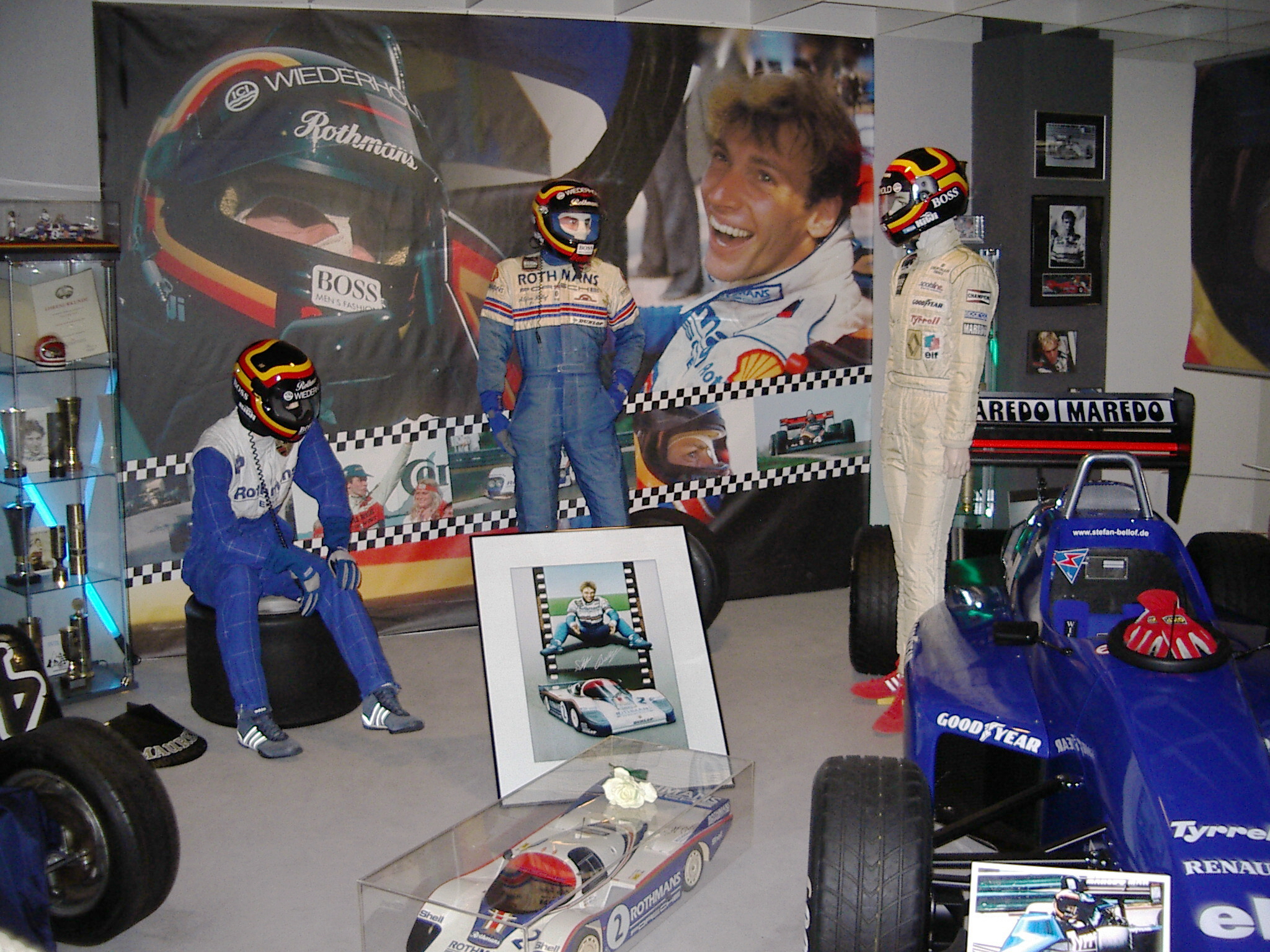
L'espace « Stefan Bellof Memorial » dans le Sammler- & Hobbywelt (Monde des collectionneurs et des loisirs) à Alten-Buseck près de Gießen.

- 1980 : Formule Ford 1600 Allemagne (Champion, neuf victoires)
- 1981 : Formule Ford, Formule Super VW, Coupe R5 Turbo
- 1981 : Championnat d'Allemagne de Formule 3 (2e du championnat, trois victoires)
- 1982 : Championnat d'Europe de Formule 2 (4e, deux victoires)
- 1982 : Championnat du monde d'Endurance (sur Kremer-Porsche CK5) - une course à Spa.
- 1983 : Championnat d'Europe de Formule 2 (9e)
- 1983 : Championnat du monde d'Endurance (trois victoires sur Rothmans-Porsche)
- 1984 : Formule 1 chez Tyrrell
- 1984 : Deutsche Rennsport Meisterschaft, Vainqueur du championnat
- 1984 : Championnat du monde d'Endurance (six victoires sur Rothmans-Porsche 956, champion du monde)
- 1985 : Formule 1 chez Tyrrell
- 1985 : Championnat du monde d'Endurance Porsche-Brun

## Statistiques

### Résultats en championnat du monde de Formule 1
| Saison | Écurie                      | Châssis | Moteur                   | Pneus    | GP disputés | Points inscrits | Classement |
| ------ | --------------------------- | ------- | ------------------------ | -------- | ----------- | --------------- | ---------- |
| 1984   | Tyrrell Racing Organisation | 012     | Ford V8                  | Goodyear | 11          | 0               | n.c.       |
| 1985   | Tyrrell Racing Organisation | 012 014 | Ford V8 Renault V6 turbo | Goodyear | 9           | 4               | 15e        |
|        | Total                       |         |                          |          | 20          | 4               |            |

### Victoires en championnat du monde des voitures de sport
| Saison | Épreuve                          | Équipe           | Châssis     | Coéquipier         |
| ------ | -------------------------------- | ---------------- | ----------- | ------------------ |
| 1983   | 1 000 kilomètres de Silverstone  | Rothmans Porsche | Porsche 956 | Derek Bell         |
| 1983   | 1 000 kilomètres de Fuji         | Rothmans Porsche | Porsche 956 | Derek Bell         |
| 1983   | 1 000 kilomètres de Kyalami      | Rothmans Porsche | Porsche 956 | Derek Bell         |
| 1984   | 1 000 kilomètres de Monza        | Rothmans Porsche | Porsche 956 | Derek Bell         |
| 1984   | 1 000 kilomètres du Nürburgring  | Rothmans Porsche | Porsche 956 | Derek Bell         |
| 1984   | 1 000 kilomètres de Spa          | Rothmans Porsche | Porsche 956 | Derek Bell         |
| 1984   | 1 000 kilomètres d'Imola         | Brun Motorsport  | Porsche 956 | Hans-Joachim Stuck |
| 1984   | 1 000 kilomètres de Fuji         | Rothmans Porsche | Porsche 956 | John Watson        |
| 1984   | 1 000 kilomètres de Sandown Park | Rothmans Porsche | Porsche 956 | Derek Bell         |